# Oliver Grimm
Pour les articles homonymes, voir Grimm.
Oliver Grimm (né le 3 avril 1948 à Munich, mort le 10 octobre 2017 à Passau) est un acteur allemand.

## Biographie
Oliver Grimm est fils de l'actrice UFA Hansi Wendler (de) et du réalisateur Hans Grimm est l'enfant star le plus populaire d'Allemagne dans les années 1950. Il tourne son premier film en 1952. Il atteint sa plus grande popularité en 1955 avec le film Mon ami le clown, dans lequel il joue le rôle principal aux côtés de Heinz Rühmann. Jusqu'à la puberté, il tient un rôle de premier plan dans près de 20 films familiaux.
Après l'abitur, Grimm étudie l'ingénierie des structures pendant trois semestres avec l'intention de devenir ingénieur civil. Mais il décide ensuite de devenir acteur et prend des cours de théâtre auprès de Marlise Ludwig (de) à Berlin. À l'âge adulte, il ne peut pas s'établir dans l'industrie cinématographique. Grimm joue au Theater Die Kleine Freiheit (de) de Munich, au Hebbel-Theater (de) de Berlin, au théâtre de Bâle et de 1977 à 1979 au Schauspielhaus de Zurich. Il fait des tournées et travaille comme acteur de doublage. Par exemple, il est Léo dans la série animée du même nom.

## Filmographie
- 1952 : Je m'appelle Nicky (de) (non crédité)
- 1952 : Papa a besoin d'une femme (de) , réalisation : Harald Braun
- 1953 : Fanfaren der Ehe, réalisation : Hans Grimm
- 1953 : Moselfahrt aus Liebeskummer (de), réalisation : Kurt Hoffmann
- 1954 : Morgengrauen (de), réalisation : Viktor Tourjansky
- 1954 : Frühlingslied (de), réalisation : Hans Albin
- 1955 : Griff nach den Sternen, réalisation : Carl-Heinz Schroth (de)
- 1955 : Mon ami le clown, réalisation : Hans Quest
- 1956 : Mein Vater, der Schauspieler, réalisation : Robert Siodmak
- 1957 : Kleiner Mann - ganz groß (de), réalisation : Hans Grimm
- 1958 : Der schwarze Blitz (de), réalisation : Hans Grimm
- 1958 : Majestät auf Abwegen (de), réalisation : Robert A. Stemmle
- 1959 : La Belle Aventure (de), réalisation : Kurt Hoffmann
- 1960 : Schick deine Frau nicht nach Italien (de), réalisation : Hans Grimm
- 1960 : La Famille Besser (de), réalisation : John Olden (de)
- 1961 : Isola Bella (de), réalisation : Hans Grimm
- 1962 : Reach for Glory (en), réalisation : Philip Leacock
- 1962 : Lieder klingen am Lago Maggiore (de), réalisation : Hans Grimm
- 1975 : Inspecteur Derrick (épisode : Le Lendemain du crime, réalisation : Helmuth Ashley)
- 2000 : Schule (de), réalisation : Marco Petry (de)